# Trechispora elongata
Trechispora elongata är en svampart som beskrevs av Miettinen & K.H. Larss. 2006. Enligt Catalogue of Life ingår Trechispora elongata i släktet Trechispora,  och familjen Hydnodontaceae, men enligt Dyntaxa är tillhörigheten istället släktet Trechispora,  och familjen Sistotremataceae. Arten är reproducerande i Sverige. Inga underarter finns listade i Catalogue of Life.